# Ancylomenes amirantei
Ancylomenes amirantei is een garnalensoort uit de familie van de Palaemonidae. De wetenschappelijke naam van de soort is voor het eerst geldig gepubliceerd in 2007 door Bruce.